# 台湾赤瓟
台湾赤瓟（学名：Thladiantha punctata），又称斑花青牛膽，是葫芦科赤瓟属的植物。分布于台灣本島以及中国大陆的福建、安徽、江西、浙江等地，生长于海拔600米至900米的地区，见于沟边林下、山坡或湿地。